# NGC 7460
NGC 7460 é uma galáxia espiral (Sb/P) localizada na direcção da constelação de Pisces. Possui uma declinação de +02° 15' 49" e uma ascensão recta de 23 horas, 01 minutos e 42,7 segundos.
A galáxia NGC 7460 foi descoberta em 21 de Setembro de 1876 por Édouard Jean-Marie Stephan.